# Mormors ringar
Mormors ringar var ett mördegskex tillverkat av Göteborgs Kex från slutet av 1960-talet fram till ca 1990. På 80-talet kom ett antal uppföljare, bland annat "Farmors nötfyllda" och "Farmors gräddfyllda".